# Эймс, Хейн
Хейн Энтони Эймс (англ. Haine Anthony Eames; 27 февраля 2008, Новый Южный Уэльс) — австралийский футболист, полузащитник клуба «Сентрал Кост Маринерс».

## Клубная карьера
Эймс — воспитанник клуба «Сентрал Кост Маринерс». В октябре 2024 года он дебютировал за основную команду в А-Лиге в ничейном (0:0) матче против «Мельбурн Виктори», став самым молодым игроком в истории клуба. В декабре того же года, в возрасте 16 лет и 300 дней, Эймс впервые вышел в стартовом составе в выездном ничейном (1:1) матче против «Макартур» и забил гол, став самым молодым автором гола в истории «Маринерс» и четвёртым самым молодым игроком в истории А-Лиги. В феврале 2025 года, в матче Лиги чемпионов АФК против «Кавасаки Фронтале», получил капитанскую повязку, став самым молодым капитаном в истории турнира.

## Карьера в сборной
На международном уровне Эймс представлял Австралию на чемпионате АСЕАН среди юношей до 16 лет в 2024 году, где помог команде одержать победу в финале над Таиландом в серии пенальти.